# Coracornis
Genre
Coracornis est un genre de passereaux de la famille des Pachycephalidae regroupant deux espèces endémiques de l'Indonésie.

## Taxinomie
Les travaux phylogéniques de Jønsson et al. (2008, 2010) montrent que le Pitohui de Sangihe n'est pas du tout apparenté aux autres espèces du genre polyphylétique Pitohui, mais au Siffleur à dos marron. Le Congrès ornithologique international (COI), dans sa classification de référence (version 3.4, 2013) le déplace donc dans le genre Coracornis.

### Liste des espèces
D'après la classification de référence (version 5.2, 2015) du Congrès ornithologique international :
- Coracornis raveni – Siffleur à dos marron ; endémique de l'archipel des Célèbes (dit aussi Sulawesi) ;
- Coracornis sanghirensis – (?) ; endémique de l'île Sangihe (dite aussi Sangir).